# Étienne Brûlé
Étienne Brûlé (Champigny-sur-Marne, 1592 – Ontario, 1633) è stato un esploratore francese.
Brûlé arrivò, giovanissimo, in Nordamerica nel 1608. Fu mandato da Samuel de Champlain nel 1610 a vivere assieme agli Huroni per imparare la loro lingua e le loro tradizioni. Diventò così guida per Champlain e fu il primo europeo a mettere piede nell'Ontario e nel Michigan. Fu inoltre il primo a scoprire la regione dei Grandi Laghi. Di ritorno a Quebec, fu torturato dagli Irochesi.
Champlain e i gesuiti criticavano spesso l'adozione dei costumi Huroni da parte di Brûlé, nonché il suo commercio di pellicce con i nativi al di fuori del controllo delle autorità. Negli anni Venti Brûlé lasciò Quebec per vivere assieme ai pellerossa. Venne imprigionato per un anno a Quebec e in quel periodo insegnò ai gesuiti la lingua Hurone, e fu poi rimandato in Europa, con la proibizione di ritornare in America. Fu portato in Inghilterra e, nell'occasione, aiutò gli inglesi a conquistare Quebec nel 1629.
Ritornato nel Nordamerica Brûlé continuò a vivere con i nativi facendo da interprete nei rapporti commerciali tra francesi e indiani. Morto in circostanze poco chiare, circolano molte versioni sulla sua morte. Si pensa che fosse stato ucciso da una tribù Hurone.